# Robert de Reims
Robert de Reins La Chievre, italianizzato in Roberto di Reims (fl. XIII secolo) è stato un troviero, probabilmente attivo nel XIII secolo, originario dell'Île de France.
È tra quei pochi trovieri, come Richart de Fournival, associati allo sviluppo iniziale del mottetto. 
Potrebbe essere della famiglia La Chievre documentata a Reims nel XIII e XIV secolo. Il Roman de Renart attribuisce un componimento poetico, che ha per tema Tristano, a un certo Chievre de Reins, il quale potrebbe essere Robert. Questa attribuzione porta Wilhelm Mann a concludere che egli fosse stato attivo prima del 1300, sebbene altri studiosi argomentino in base a rilevanze linguistiche che debba essere stato scritto successivamente. 
Nove canzoni sono attribuite a Robert, tre delle quali — Main s'est levée Aelis, Quant feuillisent li buisson e Quant voi le dous tens venir — sono sicuramente mottetti e un'altra, L'autrier de jouste un rivage, è simile a un mottetto senza tenore. 

## Opere
- Bergier (Tous) de vile champestre
- Bien s'est amours honie
- Jamais pour tant con l'ame el cors me bate
- Plaindre m'estuet de la bele en chantant
- Qui bien veut amours descrivre

Mottetti
- L'autrier de jouste un rivage
- Main s'est levée Aelis
- Quant feuillisent li buisson
- Quant voi le dous tens venir / En moi, quant rose est florie